# Trenulețul
Trenulețul (з рум. — Маленький потяг) — пісня молдавського гурту Zdob și Zdub разом з дуетом Брати Адвагови, яка була випущена 10 грудня 2021 року. Ця пісня представляла Молдову на Євробаченні 2022 року, де посіла 8 місце у півфіналі та 7 місце у фіналі.

## Євробачення
На Євробаченні за проведеним раніше жеребкуванням Молдова виступала у першому півфіналі. Виступала вона під 9 номером між Нідерландами та Португалією. Пісня змогла кваліфікуватися до фіналу, зайнявши 8 місце з 154 балами(135 за телеголосування (2 місце у півфіналі за телеголосування), 19 балів за журі (13 місце за журі)).
У фіналі ця пісня виступала під 19 номером між Ісландією та Швецією. У конкурсі пісня змогла зайняти 7 місце (239 за телеголосування (2 місце у фіналі за телеголосування) 14 балів за журі (20 місце журі)).